# Turckheim
Turckheim (Duits: Türkheim im Elsass) is een gemeente in het Franse departement Haut-Rhin (regio Grand Est). De gemeente telde op 1 januari 2022 4.033 inwoners en maakt deel uit van het arrondissement Colmar-Ribeauvillé.

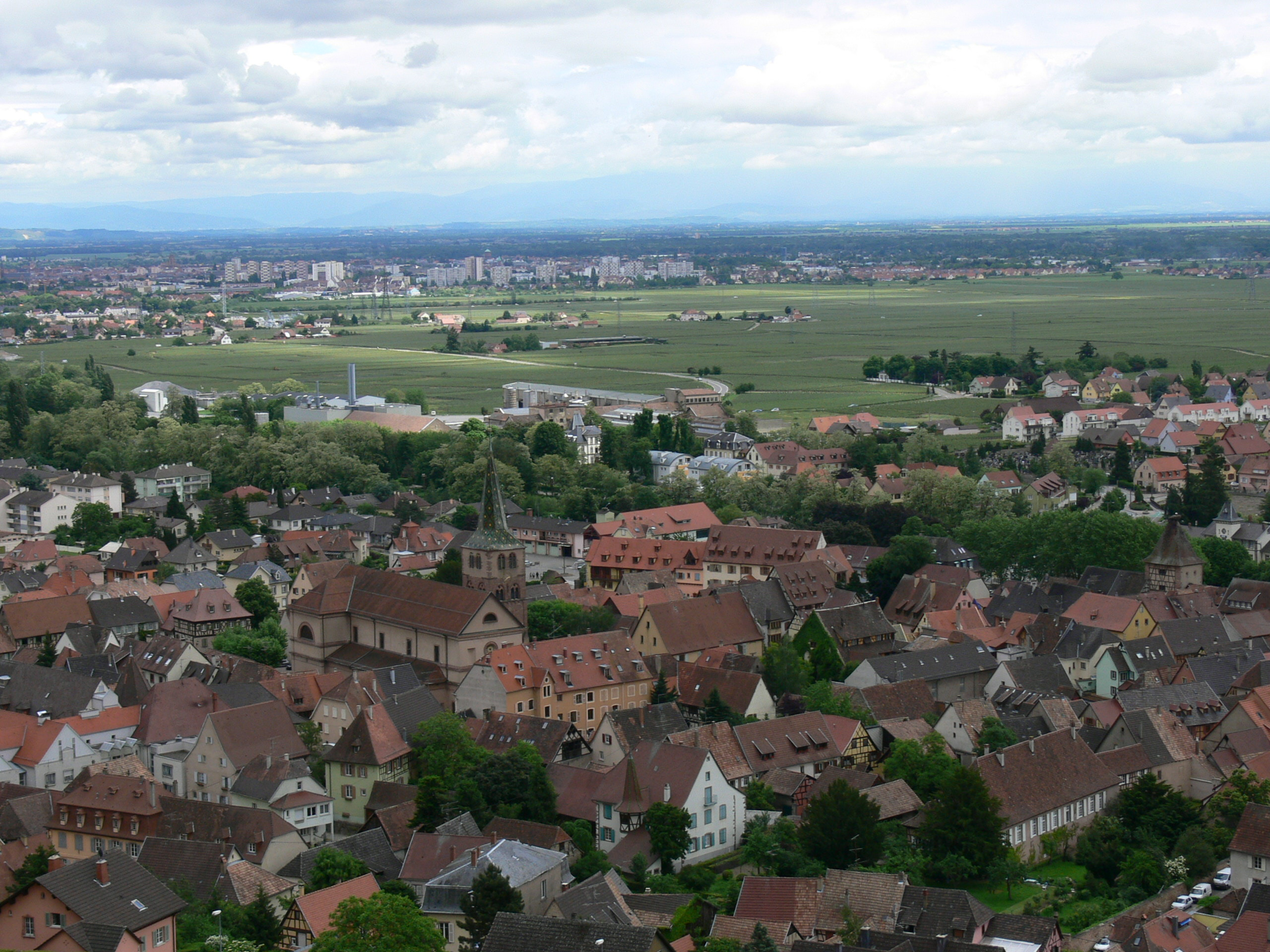
Uitzicht op Turckheim

## Geografie
De oppervlakte van Turckheim bedroeg op 1 januari 2022 16,46 vierkante kilometer; de bevolkingsdichtheid was toen 245 inwoners per km².

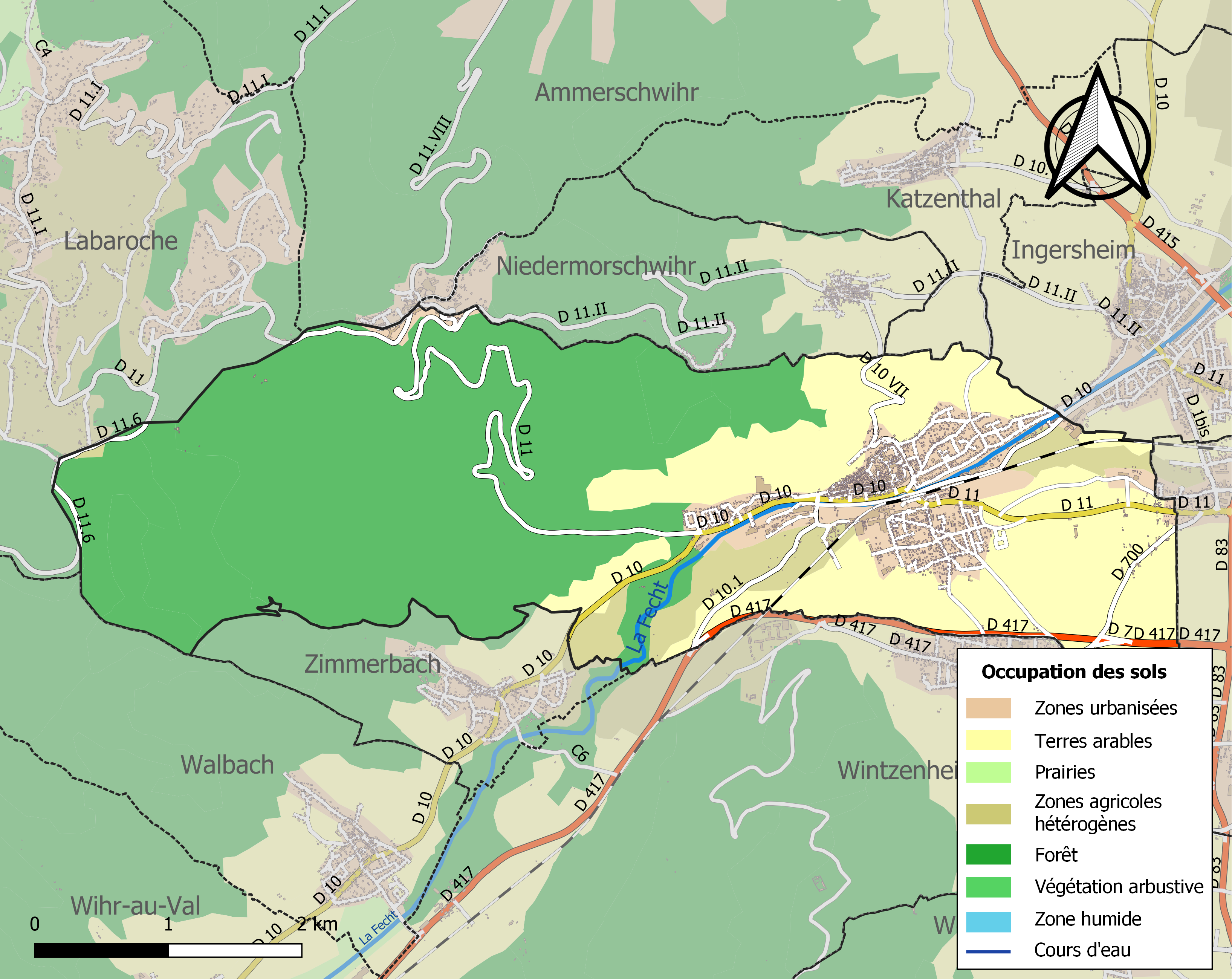
Kaart van de gemeente met de belangrijkste infrastructuur, bodemgebruik en omliggende gemeenten

## Demografie
Onderstaande figuur toont het verloop van het inwonertal (bron: INSEE-tellingen).

## Verkeer en vervoer
In de gemeente liggen de spoorwegstations Ingersheim en Turckheim.